# Casio Loopy
Casio Loopy (яп. ル ー ピ ー рупі :?) (інша назва - My Seal Computer SV-100) - домашня ігрова консоль для дівчат, яка була розроблена Casio Computer у жовтні 1995 року, яка була випущена в Японії.
Він був унікальний тим, що рекламна кампанія для нього була повністю орієнтована на жінок-геймерів. Loopy мав вбудований термопринтер, який міг бути використаний для створення наклейок з ігрових скріншотів. Додатковий аксесуар, званий Magical Shop, дозволив консолі користуватися зовнішніми пристроями (наприклад, відеомагнітофонами та DVD-плеєри) для отримання зображень з них, додати текст, і зробити наклейки від них. Окрім программного забезпечення для Magical Shop , бібліотека ігор Casio Loopy  містить 10 найменувань. Loopy має той же процессор що і Sega 32X, а також один порт для використання зі стандартного ігрового контроллера або миші.
Успіху консоль не мала, випуск ігор припинився вже в листопаді 1996 року, проте консоль випускалася до грудня 1998 року. 

## Конфіденційність
В електронних іграшок, таких як електронний блокнот і персональні комп'ютери і текстові процесори в основному були вироблені для дітей на початку 1990-х років, це відео ігровий автомат включення присутності дівчат, для створення іграшкових хобі елементів зі звичайних. Технологія комп'ютерної та друку етикеток з Casio характеризується злиттям комп'ютерних ігор.  Casio Loppy рекламувався з гаслом «Гри щасливих веселощів!», «Встановлено 32-розрядний RISC-процесор».
Loopy не тільки зразу мав необхідність купувати ігри, носієм спеціалізованого програмного забезпечення поставляється картридж, з'єднаний з корпусом, використовувати під час перегляду зображення, яке з'являється на телевізійному приймачі. Спеціалізоване програмне забезпечення для пригодницьких ігор та імітаційних ігор, а також для програмного забезпечення, також було підготовлено для створення ущільнення. Обидва спеціалізовані програмні забезпечення порядку були рівня минулого покоління Super Nintendo Entertainment System, оскільки немає програмного забезпечення, яке використовує в режимі реального часу 3DCG. Гравець створює ущільненні дані на екрані телевізора, використовуючи спеціальний контролер або мишею, ущільнення друкуються і виводять за допомогою принтера і картриджа ущільнення, який включений в основному корпусі.
Тіло і спеціалізовані програмні забезпечення продаються окремо були і іншими, «зсунутим безліч А» і «зрушене безліч В,» три основних корпусі і м'який два ущільнення патрон був відправлений після того, як також була поставлений. Випущені в наступному році був недорогим є група зупинилася на два первинних програмне забезпечення було написано як «запуск першої річниці хитрої прохолодної спеціальних набір» продажу паперової стрічки.